# Teorie spiskowe o zamachach z 11 września 2001

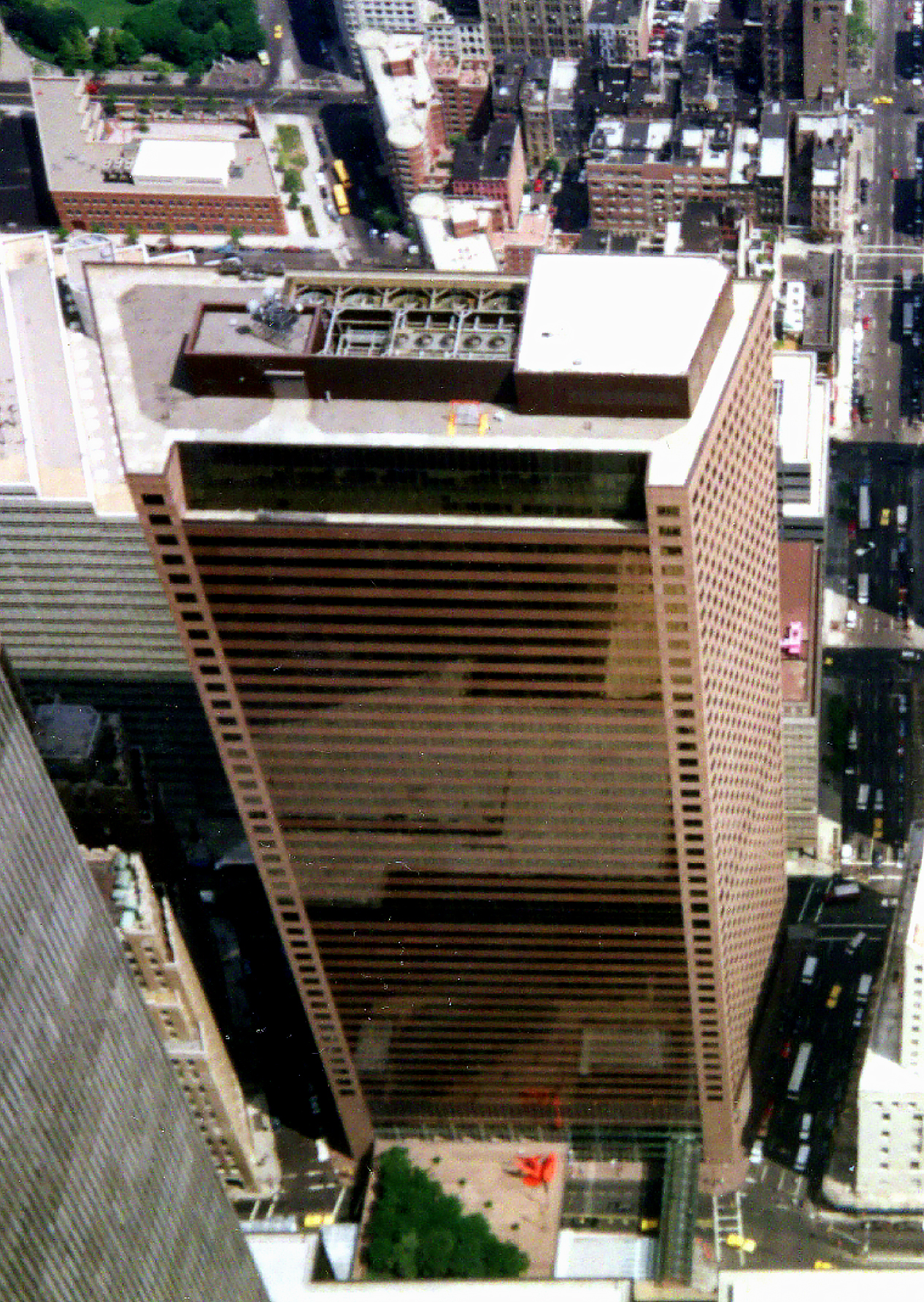
47-piętrowy budynek WTC7 również uległ całkowitemu zniszczeniu 11 września 2001 roku

Teorie spiskowe o zamachach z 11 września 2001 – seria teorii spiskowych sugerująca, iż za zamachy na World Trade Center i Pentagon z 11 września 2001 roku odpowiada bezpośrednio lub pośrednio ówczesny rząd Stanów Zjednoczonych. Część osób głoszących tego rodzaju teorie uważa, że administracja rządu prezydenta Busha nie zrobiła wszystkiego, by zapobiec tym zamachom, inni twierdzą wprost, że zamachy zostały zaplanowane i przeprowadzone przez służby wewnętrzne Stanów Zjednoczonych.
Tego typu podejrzenia były wielokrotnie krytykowane w różnych mediach, między innymi w czasopismach popularnonaukowych.
Pomimo to w sondażu przeprowadzonym w 2006 roku przez Scripps Howard z Uniwersytetu w Ohio ponad jedna trzecia respondentów stwierdziła, iż pracownicy rządu USA pomogli przeprowadzić te ataki lub rozmyślnie nie uczynili nic, by im zapobiec.
Z kolei w telefonicznym sondażu przeprowadzonym w tym samym roku przez Zogby International wśród Amerykanów połowa osób odpowiedziała, iż George Bush wykorzystał zamachy z 11 września jako pretekst do wojny z Irakiem.
W maju 2008 tygodnik „Laif” opublikował artykuł, według którego blisko 7 lat po zamachach z 11 września 46% Amerykanów nie wierzy w wersję wypadków podawaną przez rząd. Niemal połowa Amerykanów, w tym wielu naukowców i polityków, domaga się ponownego śledztwa w sprawie zamachów z 11 września.
Alternatywne teorie związane z wydarzeniami 11 września były wielokrotnie opisywane w prasie popularnonaukowej i fachowej, gdzie wielokrotnie dowiedziono nieprawdziwości wielu z tych twierdzeń. Z drugiej strony przeszło 1800 (liczba ta cały czas rośnie) profesjonalnych architektów i inżynierów zrzeszonych w Architects & Engineers for 9/11 Truth (AE911Truth) domaga się ponownego, otwartego i niezależnego dochodzenia w sprawie zawalenia się trzech budynków WTC. Według krytycznej wobec oficjalnej wersji wydarzeń strony internetowej 911research.wtc7.net, przeszło połowa członków NIST (komisji ustalającej przyczyny) wyraziło swoje poważne wątpliwości co do rzetelności i kompletności opracowanego przez nich samych raportu. Wersja wydarzeń sugerująca kontrolowane wyburzenie jest uważana za bezpodstawną przez większość społeczności naukowej.   

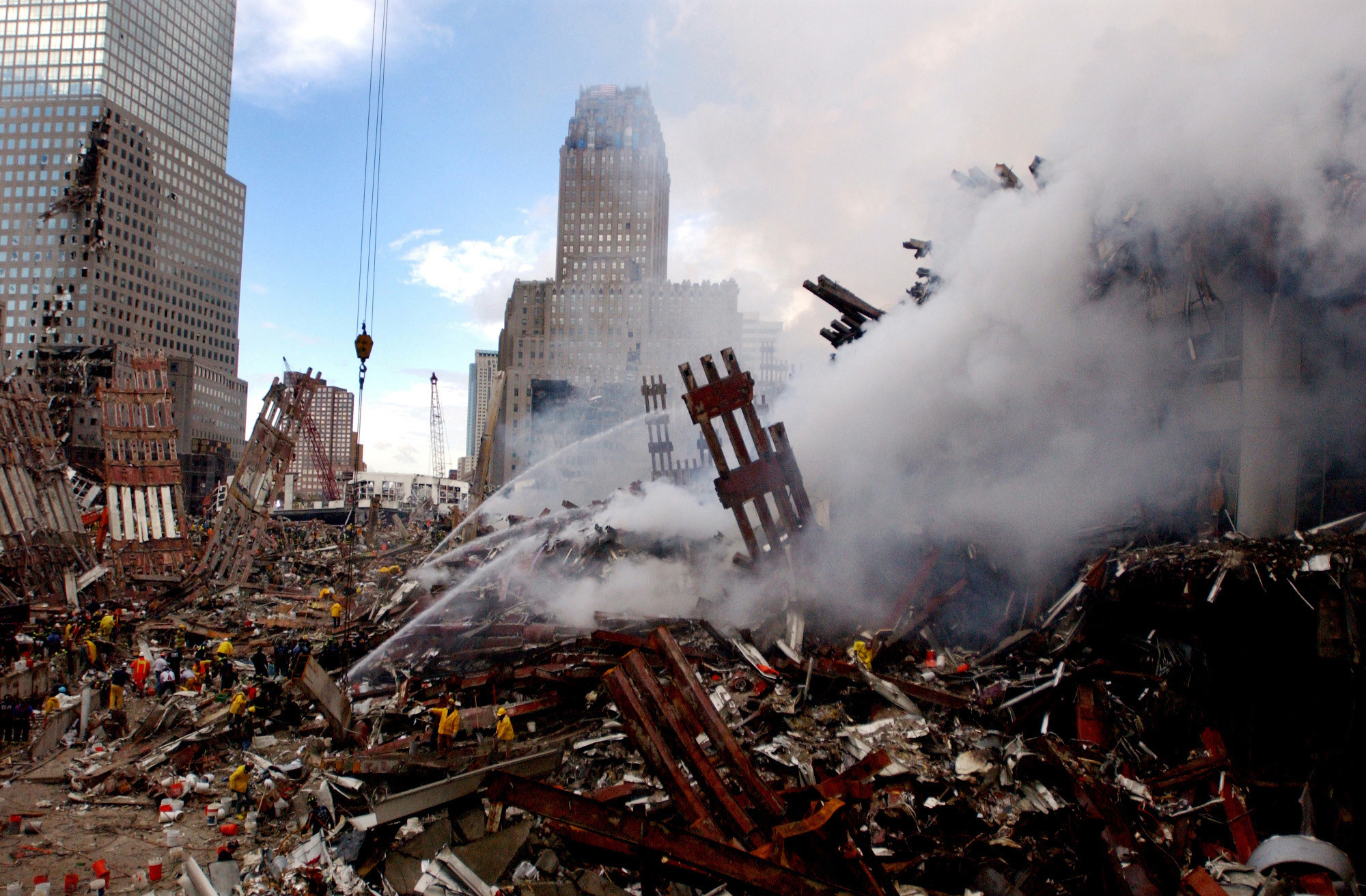
Zgliszcza pozostałe po wieżach WTC

Wiele z teorii spiskowych próbowano udowodnić w sądzie, lecz sprawy zostały oddalone.

## Zniszczenie trzech budynków WTC
Osoby domagające się ponownego śledztwa utrzymują, że żadna stalowa konstrukcja jeszcze nigdy nie zawaliła się na skutek pożaru. 11 września 2001 zawaliły się dwie główne wieże WTC oraz stojący nieopodal 47-piętrowy budynek WTC7, w który bezpośrednio nie uderzył żaden samolot. Według zwolenników teorii spiskowych, są to jedyne w historii budynki o konstrukcji żelbetowej, które zawaliły się z powodu pożaru. WTC7 płonął przez kilka godzin na V i IX piętrze, zanim zawalił się, ale w porównaniu z innymi pożarami wieżowców, które pomimo pożarów nie zostały całkowicie zniszczone (Filadelfia 1991 – pożar trwający 18 godzin, Madryt 2005 – pożar trwający około 10 godzin), w budynku tym nie działał system przeciwpożarowy z powodu braku wody. W roku 2017 na skutek pożaru zawalił się Budynek Plasco w Teheranie, a w roku 2018 – Edifício Wilton Paes de Almeida w São Paulo.
16 września 2019 roku, zespół naukowców z University of Alaska Fairbanks na czele których stał prof. Leroy Hulsey, opublikował wynik czteroletnich badań dotyczących zachowania się konstrukcji budynku WTC7 w warunkach z dnia 11 września 2001. Na podstawie między innymi przeprowadzonych symulacji komputerowych stwierdzono, że przyczyną zawalenia się wieży nie mógł być pożar, a jedynie niemal jednoczesne uszkodzenie wszystkich kolumn wewnątrz budynku. Badania zostały sfinansowane przez grupę zwolenników teorii spiskowej sugerującej celowe zniszczenie budowli, Architects & Engineers for 9/11 Truth.
Symulacje komputerowe pokazują, że temperatura pożarów wynosiła ponad 1000 stopni Celsjusza, natomiast stal i żelazo w tego typu konstrukcjach zaczynają się topić dopiero w temp. ok. 1500 stopni. Choć zwolennicy teorii spiskowych niekiedy interpretują ten fakt jako rzekomą sprzeczność, w rzeczywistości raport National Institute of Standards and Technology nie stwierdza, że stal uległa stopieniu, a jedynie – że jej właściwości mechaniczne zostały znacząco pogorszone przez wysoką temperaturę. Wytrzymałość mechaniczna stali w temperaturze 1000 stopni Celsjusza może spaść nawet do 10% wytrzymałości mierzonej w temperaturze pokojowej.
Według teorii spiskowej Twin Towers i WTC7 zostały zniszczone przy użyciu kontrolowanych detonacji ładunków wybuchowych. Krytycy wskazują, że oficjalny raport National Institute of Standards and Technology unika jakiejkolwiek dyskusji na temat możliwości użycia ładunków wybuchowych, gdyż możliwość ich użycia została rzekomo arbitralnie wykluczona już na wstępie dochodzenia. Jednak według samego NIST podjęto takie badania, a użycie ładunków wybuchowych zostało wykluczone na podstawie analizy nagrań dźwiękowych i wideo. NIST ustaliło, że najmniejszy ładunek wybuchowy zdolny poważnie uszkodzić główne kolumny WTC7 musiałby charakteryzować się poziomem natężenia dźwięku min. 130–140 dB w odległości połowy mili (ok. 800 metrów). Ponadto montaż tego typu ładunków wymagałby trudnych do zatajenia prac budowlanych na większości kolumn nośnych budowli – usunięciem (a następnie ponownym montażem) osłon kolumn, cięciem elementów przy pomocy palników emitujących łatwo wyczuwalne opary.

## Atak na Pentagon

Pentagon trzy dni po ataku

Teoria spiskowa głosi, że nie ma przekonujących dowodów na uderzenie w budynek Pentagonu samolotu typu Boeing 757. W Internecie dostępne są zdjęcia ukazujące zniszczenia Pentagonu z tamtego dnia, na których widać wyraźnie, że obrys zniszczeń ściany Pentagonu nie zgadza się w żaden sposób z obrysem i rozmiarami samolotu Boeing 757, który miał w tym miejscu uderzyć w budynek. Pomimo dużej liczby zeznań naocznych świadków opisujących to wydarzenie, władze nie potrafią pokazać żadnego wideo, pomimo istnienia kilkudziesięciu kamer, które były zainstalowane w okolicy tego miejsca, na którym widać byłoby sylwetkę nadlatującego samolotu. Wszystkie ciała ofiar, z wyjątkiem jednego, zostały zidentyfikowane dzięki analizie DNA pomimo tego, że nie znaleziono prawie żadnych istotnych szczątków samolotu, ponieważ „wyparowały” z powodu wysokiej temperatury, jak było to tłumaczone w oficjalnej wersji.
Według teorii spiskowej, udostępniony zapis lotu z odnalezionej w gruzach Pentagonu czarnej skrzynki jest wielce nieprawdopodobny. Teoria głosi ponadto, że Hani Handżur, pilot bez doświadczenia, który oficjalnie został ogłoszony terrorystą pilotującym samolot w momencie uderzenia w Pentagon, nie byłby w stanie wykonać tego rodzaju manewru. Według organizacji Pilots for 911 truth na jedną sekundę przed uderzeniem samolot znajdował się powyżej poziomu budynku wnioskując, że albo zapis jest sfałszowany, albo pochodzi z innego samolotu.

## System NORAD
USA dysponuje bardzo zaawansowanym systemem szybkiego reagowania na wypadek nieautoryzowanego naruszania przestrzeni lotniczej o nazwie North American Aerospace Defense Command (NORAD). Według oficjalnej wersji 11 września system ten zawiódł we wszystkich 4 przypadkach. Analiza związanych z tym przyczyn i okoliczności dostarcza argumentów potwierdzających tezę, jakoby nie był to przypadek. Autorzy polskiego filmu „Enigma: 11 września – największe kłamstwo XXI wieku” zwracają uwagę na to, że myśliwce F-15 wysłane z bazy Gwardii Narodowej OTIS z zadaniem przechwycenia samolotu American Airlines Lot 11 w czasie lotu nie wykorzystywały nawet 30% swojej mocy (obliczenia na podstawie czasu lotu i odległości bazy OTIS od WTC). Natomiast z zestawień czasów reakcji NORAD na wydarzenia 11 września (osobnego dla każdego samolotu użytego do wykonania zamachów) – przekazanie informacji przez FAA do NORAD o uprowadzeniu samolotu, wydanie pilotom F-15 rozkazu startu, samego startu myśliwców oraz uderzeniu lotu AA11 w północną wieżę – wynika, że piloci otrzymali rozkaz startu tuż przed katastrofą samolotu American Airlines, a w powietrzu znaleźli się ok. 6 minut po uderzeniu.
Po zamachach pojawiły się w mediach informacje o tym, że NORAD ćwiczył już wcześniej odpowiedź na zamachy, których scenariusz przypominałby ten z 11 września 2001 roku. W dniu samych zamachów również odbywały się ćwiczenia symulujące m.in. przypadek porwania małego samolotu mającego uderzyć w jeden z budynków rządowych w USA.

## Niezidentyfikowani terroryści
Już we wrześniu 2001 FBI ogłosiło listę osób oficjalnie podejrzanych o dokonanie samobójczych ataków. Do dziś nie uległa ona zmianie, jednak w mediach pojawiło się wiele informacji podważających co najmniej 9 na 19 nazwisk z tej listy.

## Uprzątanie szczątków WTC
W przypadku każdej katastrofy budowlanej lub lotniczej obowiązujące procedury zabraniają niszczenia dowodów przed oficjalnym stwierdzeniem przyczyn tejże katastrofy i wyciągnięciem wniosków umożliwiających zapobieganie podobnym wypadkom w przyszłości. Zgodnie z teorią spiskową uprzątnięcie terenu po zniszczonych wieżach WTC było przypadkiem skrajnie odmiennego działania. Według szefa National Institute of Standards and Technology pobrano wystarczającą ilość próbek, inżynierowie badający ruiny budynków mieli stały dostęp do materiałów usuwanych z placu budowy, usunięcie gruzu i złomu w żaden sposób nie wpłynęło na śledztwo.

## Informacje świadczące owcześniejszej wiedzy
Istnieją spekulacje dotyczące informacji świadczących o tym, że wybrani urzędnicy rządu USA wiedzieli wcześniej o zamachach i ich scenariuszu. Zagadnienie to było poruszane m.in. w filmie Fahrenheit 9.11. Spekulacje dotyczą również informacji o operacjach finansowych tuż przed 11 września.
Brytyjska telewizja BBC oraz agencja Reuters poinformowały o zawaleniu się budynku WTC7 na ponad 20 min. przed tym zdarzeniem, co zdaniem zwolenników teorii spiskowych ma świadczyć o wcześniejszej wiedzy na temat zamachów. Na serwisie YouTube można znaleźć umieszczony tam fragment wiadomości BBC kiedy spikerka informuje o zawaleniu się WTC7 podczas gdy za jej plecami widać pokazywaną na żywo panoramę Manhattanu ze stojącym tam nadal budynkiem WTC7. Według BBC była to pomyłka reporterki, która dopiero co przybyła na scenę wydarzeń, oraz wina nieprawidłowej informacji otrzymanej z agencji Reuters. Agencja Reuters wydała oświadczenie, że informacja o zawaleniu się budynku WTC7 została podana przez miejscową agencję i bez jej weryfikacji przekazana dalej.

## Szczątki samolotów
National Transportation Safety Board (będąca w przypadku wypadków lotniczych amerykańskim odpowiednikiem Państwowej Komisji Badania Wypadków Lotniczych) nigdy nie przeprowadziła ekspertyzy potwierdzającej, by szczątki któregokolwiek z czterech samolotów biorących udział w zamachach istotnie należały do uprowadzonych samolotów pasażerskich linii lotniczych.
Obie niezależne komisje badające sprawę zamachów oraz władze federalne utrzymują, iż nie udało się odnaleźć żadnej z czterech (każdy samolot posiadał dwie) czarnych skrzynek samolotów, które uderzyły w wieże WTC. Według teorii spiskowej to nieprawda, a w gruzach WTC znaleziono przynajmniej trzy czarne skrzynki.

## Żydzi w WTC
Wedle niektórych teorii spiskowych, w zamachu nie zginął żaden Żyd. Ma to być dowodem na to, iż Żydzi wiedzieli o zamachu i zostali ostrzeżeni, bądź też nawet, że został on przez nich przygotowany. W rzeczywistości w zamachu zginęło około 400 Żydów. Teoria ta bywa podpierana faktem, że na liście ofiar jest tylko jeden Izraelczyk. Tymczasem nie każdy Żyd jest obywatelem Izraela.

## Filmy
Filmy wyprodukowane przez Polaków:
- Enigma: 11 września – największe kłamstwo XXI wieku (2008) – film dostępny w telewizji internetowej portalu Wirtualna Polska (WPtv)[39]

Filmy wydane w polskiej wersji językowej (z lektorem):
- 9/11: Press For Truth – płyta DVD dołączona do tygodnika Przekrój (wydanie z dnia 6 września 2006).
- Loose Change (2006), Dylan Avery.

Filmy, które doczekały się amatorskiego tłumaczenia na język polski:
- Painful Deceptions (2003), Eric Hufschmid.
- 911 In Plane Site (2004), Dave Von Kleist.
- Martial Law 9/11: Rise of the Police State (2005), Alex Jones
- 911 Mysteries Part 1: Demolitions (2006), In The Wake Productions.
- Loose Change: Final Cut (2007), Dylan Avery. (PL – Niewygodne Fakty)
- Duch epoki (2007), Peter Joseph (drugi rozdział filmu).

Pozostałe filmy (na razie niedostępne w polskiej wersji):
- 911: The Road to Tyranny (2002), Alex Jones
- The Reflecting Pool (2008), Jarosław Kupść (film fabularny)
- The 9/11 Chronicles Part 1: Truth Rising (2008), Alex Jones
- September Clues (2007), Simon Hytten (znany jako simonshack)
- September Clues Addendum (2008), Simon Hytten